# Jack et le Haricot magique (téléfilm, 2010)
Pour les articles homonymes, voir Jack et le Haricot magique (homonymie).
Jack et le Haricot magique (Jack and the Beanstalk) est un téléfilm sorti en 2010. Il est basé sur le conte anglais Jack et le Haricot magique.

## Synopsis
Jack et sa mère sont très pauvres et ne peuvent plus payer leur loyer. Ils sont donc contraints de vendre leur vache au marché. Lorsque Jack rentre du marché, il s'aperçoit que l'argent de la vente a été remplacé par de simples haricots. Sa mère, furieuse, les jette dehors. Mais pendant la nuit, un pied de haricot pousse jusqu'au ciel. Jack décide de l'escalader et de découvrir ce qui se cache au-dessus des nuages...

## Fiche technique
- Titre : Jack et le haricot magique
- Titre original : Jack and the Beanstalk
- Réalisateur : Gary J. Tunnicliffe
- Scénario : Flip Kobler et Cindy Marcus
- Date de sortie : 2010
- Durée : 95 minutes
- Pays : États-Unis
- Musique : Randy Miller

## Distribution
- Colin Ford : Jack
- Chloë Grace Moretz : Jillian
- Christopher Lloyd : l'instituteur
- Katey Sagal : la mère de Jack
- Gilbert Gottfried : Grayson
- Adair Tishler : Rapunzel
- Wallace Shawn : broker / booker / Lancelot Squarejaw
- Chevy Chase : général Antipode
- James Earl Jones : Le géant
- Gilbert Gottfried : Grayson
- Anthony Skillman : Hansel
- Sammi Hanratty : Gretel
- Daniel Roebuck : Le maire Lichfield